# Sinseon-dong
Sinseon-dong (koreanska: 신선동) är en stadsdel i Sydkorea. Den ligger på ön Yeongdo i stadsdistriktet Yeongdo-gu i staden Busan, i den sydöstra delen av landet, 300 km sydost om huvudstaden Seoul. 